# Championnat d'Islande d'échecs
Le championnat d'Islande d'échecs est le championnat organisé par la fédération islandaise des échecs, qui détermine le meilleur joueur de chaque catégorie. Il se tient généralement à Reykjavik. La fédération islandaise des échecs a été fondée en 1925, et elle est affiliée à la FIDE. Outre ce championnat, elle organise tous les deux ans l'Open de Reykjavik.
Le tournoi a toujours été organisé sous forme d'un tournoi toutes rondes, à l'exception du 100e anniversaire du tournoi en 2013, lorsque le système suisse a été utilisé.

## Multiples vainqueurs
| 13 victoires - Hannes Stefánsson (en 1998, 1999, huit fois de suite de 2001 à 2008, en 2010, 2013 et en 2019) 7 victoires - Eggert Gilfer (en 1918, 1920, 1925, 1927, 1929, 1935 et 1942) 6 victoires - Ásmundur Ásgeirsson (en 1931, 1933, 1934, 1944, 1945 et 1946) - Baldur Möller (en 1938, 1941, 1943, 1947, 1948 et 1950) - Friðrik Ólafsson (en 1952, 1953, 1957, 1961, 1962 et 1969) - Helgi Ólafsson (en 1978, 1981, 1991, 1992, 1993 et 1996) - Jóhann Hjartarson (en 1980, 1984, 1994, 1995, 1997 et 2016) 5 victoires consécutives - Pétur Zóphóniasson (de 1913 à 1917) 4 victoires - Ingi Randver Jóhannsson (en 1956, 1958, 1959 et 1963) | 3 victoires - Stefán Olafsson (en 1919, 1920 et 1922) - Jón Gudmundsson (en 1932, 1936 et 1937) - Guðmundur Sigurjónsson (en 1965, 1968 et 1972) - Jón Loftur Árnason (en 1977, 1982 et 1988) - Héðinn Steingrímsson (en 1990, 2011 et 2015) - Guðmundur Kjartansson (en 2014, 2017 et 2020) 2 victoires - Sigurður Jónsson (en 1924 et 1926) - Björn Thorsteinsson (en 1967 et 1975) - Olafur Magnússon (en 1970 et 1973) - Jón Kristinsson (en 1971 et 1974) - Karl Thorsteins (en 1985 et 1989) - Margeir Pétursson (en 1986 et 1987) |

## Vainqueurs du championnat masculin

### 1913 à 1950
Note : en 1939 et 1955, le championnat ne fut pas organisé et le champion sortant, Baldur Möller (en 1939) et Gudmundur S Gudmundsson (en 1955),  conserva son titre.
| Année | Champion                |
| ----- | ----------------------- |
| 1913  | Pétur Zóphóniasson      |
| 1914  | Pétur Zóphóniasson      |
| 1915  | Pétur Zóphóniasson      |
| 1916  | Pétur Zóphóniasson      |
| 1917  | Pétur Zóphóniasson      |
| 1918  | Eggert Gilfer           |
| 1919  | Stefán Olafsson         |
| 1920  | Eggert Gilfer           |
| 1921  | Stefán Olafsson         |
| 1922  | Stefán Olafsson         |
| 1923  | Friman Olafsson         |
| 1924  | Sigurður Jónsson        |
| 1925  | Eggert Gilfer           |
| 1926  | Sigurður Jónsson        |
| 1927  | Eggert Gilfer           |
| 1928  | Einar Thorvaldsson      |
| 1929  | Eggert Gilfer           |
| 1930  | Hannes Hafstein         |
| 1931  | Ásmundur Ásgeirsson     |
| 1932  | Jón Gudmundsson         |
| 1933  | Ásmundur Ásgeirsson     |
| 1934  | Ásmundur Ásgeirsson     |
| 1935  | Eggert Gilfer           |
| 1936  | Jón Gudmundsson         |
| 1937  | Jón Gudmundsson         |
| 1938  | Baldur Möller           |
| 1939  | Championnat non disputé |
| 1940  | Einar Thorvaldsson      |
| 1941  | Baldur Möller           |
| 1942  | Eggert Gilfer           |
| 1943  | Baldur Möller           |
| 1944  | Ásmundur Ásgeirsson     |
| 1945  | Ásmundur Ásgeirsson     |
| 1946  | Ásmundur Ásgeirsson     |
| 1947  | Baldur Möller           |
| 1948  | Baldur Möller           |
| 1949  | Gudmundur Arnlaugsson   |
| 1950  | Baldur Möller           |

### Depuis 1951
| Année | Champion                   |
| ----- | -------------------------- |
| 1951  | Lárus Johnsen              |
| 1952  | Friðrik Ólafsson           |
| 1953  | Friðrik Ólafsson           |
| 1954  | Gudmundur S Gudmundsson    |
| 1955  | Championnat non disputé    |
| 1956  | Ingi Randver Jóhannsson    |
| 1957  | Friðrik Ólafsson           |
| 1958  | Ingi Randver Jóhannsson    |
| 1959  | Ingi Randver Jóhannsson    |
| 1960  | Freysteinn Thorbergsson    |
| 1961  | Friðrik Ólafsson           |
| 1962  | Friðrik Ólafsson           |
| 1963  | Ingi Randver Jóhannsson    |
| 1964  | Helgi Ólafsson sénior      |
| 1965  | Guðmundur Sigurjónsson     |
| 1966  | Gunnar Kristinn Gunnarsson |
| 1967  | Björn Thorsteinsson        |
| 1968  | Guðmundur Sigurjónsson     |
| 1969  | Friðrik Ólafsson           |
| 1970  | Olafur Magnússon           |
| 1971  | Jón Kristinsson            |
| 1972  | Guðmundur Sigurjónsson     |
| 1973  | Olafur Magnússon           |
| 1974  | Jón Kristinsson            |
| 1975  | Björn Thorsteinsson        |
| 1976  | Haukur Angantýsson         |
| 1977  | Jón Arnason                |
| 1978  | Helgi Ólafsson             |
| 1979  | Ingvar Ásmundsson          |
| 1980  | Jóhann Hjartarson          |
| 1981  | Helgi Ólafsson             |
| 1982  | Jón Arnason                |
| 1983  | Hilmar Karlsson            |
| 1984  | Jóhann Hjartarson          |
| 1985  | Karl Thorsteins            |
| 1986  | Margeir Pétursson          |
| 1987  | Margeir Pétursson          |
| 1988  | Jón Arnason                |
| 1989  | Karl Thorsteins            |
| 1990  | Héðinn Steingrímsson       |
| 1991  | Helgi Ólafsson             |
| 1992  | Helgi Ólafsson             |
| 1993  | Helgi Ólafsson             |
| 1994  | Jóhann Hjartarson          |
| 1995  | Jóhann Hjartarson          |
| 1996  | Helgi Ólafsson             |
| 1997  | Jóhann Hjartarson          |
| 1998  | Hannes Stefánsson          |
| 1999  | Hannes Stefánsson          |
| 2000  | Jón Viktor Gunnarsson      |
| 2001  | Hannes Stefánsson          |
| 2002  | Hannes Stefánsson          |
| 2003  | Hannes Stefánsson          |
| 2004  | Hannes Stefánsson          |
| 2005  | Hannes Stefánsson          |
| 2006  | Hannes Stefánsson          |
| 2007  | Hannes Stefánsson          |
| 2008  | Hannes Stefánsson          |
| 2009  | Henrik Danielsen           |
| 2010  | Hannes Stefánsson          |
| 2011  | Héðinn Steingrímsson       |
| 2012  | Þröstur Þórhallsson        |
| 2013  | Hannes Stefánsson          |
| 2014  | Guðmundur Kjartansson      |
| 2015  | Héðinn Steingrímsson       |
| 2016  | Jóhann Hjartarson          |
| 2017  | Guðmundur Kjartansson      |
| 2018  | Helgi Grétarsson           |
| 2019  | Hannes Stefánsson          |
| 2020  | Gudmundur Kjartansson (et) |
| 2021  | Hjörvar Steinn Grétarsson  |
| 2022  | Hjörvar Steinn Grétarsson  |
| 2023  | Vignir Vatnar Stefánsson   |

## Vainqueurs du championnat féminin (depuis 1975)
| Année   | Championne                       |
| ------- | -------------------------------- |
| 1975    | Guðlaug Þorsteinsdóttir          |
| 1976    | Birna Norðdahl                   |
| 1977    | Ólöf Þráinsdóttir                |
| 1978    | Ólöf Þráinsdóttir                |
| 1979    | Áslaug Kristinsdóttir            |
| 1980    | Birna Norðdahl                   |
| 1981    | Sigurlaug Friðþjófsdóttir        |
| 1982    | Guðlaug Þorsteinsdóttir          |
| 1983    | Áslaug Kristinsdóttir            |
| 1984    | Ólöf Þráinsdóttir                |
| 1985    | Guðfrídur Lilja Gretarsdóttir    |
| 1986    | Guðfrídur Lilja Gretarsdóttir    |
| 1987    | Guðfrídur Lilja Gretarsdóttir    |
| 1988    | Guðfrídur Lilja Gretarsdóttir    |
| 1989    | Guðlaug Þorsteinsdóttir          |
| 1990    | Guðfrídur Lilja Gretarsdóttir    |
| 1991    | Guðfrídur Lilja Gretarsdóttir    |
| 1992    | Guðfrídur Lilja Gretarsdóttir    |
| 1993    | Guðfrídur Lilja Gretarsdóttir    |
| 1994    | Áslaug Kristinsdóttir            |
| 1995    | Ína Björg Árnadóttir             |
| 1996    | Anna Björg Þorgrímsdóttir        |
| 1997    | Guðfrídur Lilja Gretarsdóttir    |
| 1998    | Ingibjörg Edda Birgisdóttir      |
| 1999    | Ingibjörg Edda Birgisdóttir      |
| 2000    | Harpa Ingólfsdóttir              |
| 2001    | Guðfrídur Lilja Gretarsdóttir    |
| 2002    | Guðlaug Þorsteinsdóttir          |
| 2003    | Guðfrídur Lilja Gretarsdóttir    |
| 2004    | Harpa Ingólfsdóttir              |
| 2005    | Guðlaug Þorsteinsdóttir          |
| 2006    | Lenka Ptáčníková                 |
| 2007    | Guðlaug Þorsteinsdóttir          |
| 2008    | Hallgerður Helga Þorsteinsdóttir |
| 2009    | Lenka Ptáčníková                 |
| 2010    | Lenka Ptáčníková                 |
| 2011    | Elsa María Kristínardóttir       |
| 2012    | Lenka Ptáčníková                 |
| 2013    | Lenka Ptáčníková                 |
| 2014[3] | Lenka Ptáčníková                 |
| 2015    | Lenka Ptáčníková                 |
| 2016    | Lenka Ptáčníková                 |
| 2017    | Lenka Ptáčníková                 |
| 2018    | Lenka Ptáčníková                 |
| 2019    | Lenka Ptáčníková                 |
| 2020    | Lenka Ptáčníková                 |
| 2021    | Lenka Ptáčníková                 |
| 2022    | Lenka Ptáčníková                 |
| 2023    | Olga Prudnykova                  |
| 2024    | Olga Prudnykova[8]               |

## Champions d'échecs par correspondance islandais
1. Jón Pálsson - Kristján Guðmundsson (1974-1976)
2. Frank Herlufsen (1978-1980)
3. Hannes Ólafsson (1979-1981)
4. Árni Stefánsson (1980-1982)
5. Jón Pálsson (1981-1983)
6. Haukur Kristjiánsson (1982-1984)
7. Jón Þór (1983-1985)
8. Ingimar Halldórsson (1984-1986)
9. Jón Kristinsson (1985-1987)
10. Jón Kristinsson (1986-1988)
11. Árni Stefánsson (1987-1989)
12. Áskell Kárason (1988-1990)
13. Bjarni Magnússon - Jón Kristinsson (1989-1991)
14. Kristjan Guðmunsson (1990-1992)
15. Kári Sólmundarson (1991-1993)
16. Magnús Gunnarsson - Baldur Fjölnisson (1992-1994)
17. Jón Kristinsson (1994-1996)
18. Vigfús Vigfússon (1997-1999)
19. Gísli Gunnalaugsson -  Hördur Garðarsson (1998-2000)
20. Jónas Jónasson (2002-2004)
21. Jónas Jónasson (2006-2008)  [9]
22. Árni Kristjánsson (2012-2012)  [10]